# Acrossocheilus stenotaeniatus
Acrossocheilus stenotaeniatus är en fiskart som beskrevs av Chu och Cui, 1989. Acrossocheilus stenotaeniatus ingår i släktet Acrossocheilus och familjen karpfiskar. Inga underarter finns listade i Catalogue of Life.